# Mauritanie aux Jeux olympiques d'été de 2024
La Mauritanie participe aux Jeux olympiques de 2024 à Paris en France. Il s'agit de sa 11e participation à des Jeux d'été.
Le nageur Camil Doua (en) et l'athlète Salam Bouha Ahamdy sont les deux sportifs de la délégation mauritanienne, ainsi que leur porte-drapeau.

## Nombre d’athlètes qualifiés par sport
Voici la liste des qualifiés et sélectionnés mauritaniens par sport (remplaçants compris) :
| Sport                                 | Hommes | Femmes | Total |
| ------------------------------------- | ------ | ------ | ----- |
| Athlétisme                            | 0      | 1      | 1     |
| Sports aquatiques • Natation sportive | 1      | 0      | 1     |
| Total                                 | 1      | 1      | 2     |

## Résultats

### Athlétisme
| Athlètes           | Épreuve       | Premier tour (ou tour préliminaire) | Premier tour (ou tour préliminaire) | Repêchage (ou premier tour) | Repêchage (ou premier tour) | Demi-finales | Demi-finales | Finale   | Finale   |
| Athlètes           | Épreuve       | Temps                               | Rang                                | Temps                       | Rang                        | Temps        | Rang         | Temps    | Rang     |
| ------------------ | ------------- | ----------------------------------- | ----------------------------------- | --------------------------- | --------------------------- | ------------ | ------------ | -------- | -------- |
| Salam Bouha Ahamdy | 100 m féminin | 13 s 71                             | 8e                                  | Éliminée                    | Éliminée                    | Éliminée     | Éliminée     | Éliminée | Éliminée |

### Natation
La Mauritanie bénéficie de places attribuées au nom de l'universalité des Jeux. Camil Doua, nageur franco-mauritanien qui s'entraine à Talence, a été proposé par le directeur du Comité olympique mauritanien, Abderrahmane Ethmane ; après avoir obtenu sa citoyenneté mauritanienne, il a représenté la Mauritanie aux derniers Championnats du monde de natation 2024 sur 50 m nage libre (25,93) et 100  m nage libre (57,80).
| Athlète         | Épreuve         | Séries  | Séries | Demi-finales | Demi-finales | Finale  | Finale  |
| Athlète         | Épreuve         | Temps   | Rang   | Temps        | Rang         | Temps   | Rang    |
| --------------- | --------------- | ------- | ------ | ------------ | ------------ | ------- | ------- |
| Camil Doua (en) | 50 m nage libre | 26 s 02 | 55e    | Éliminé      | Éliminé      | Éliminé | Éliminé |